# Feu Coston
Pour les articles homonymes, voir Coston.
 (juillet 2010).
Si vous disposez d'ouvrages ou d'articles de référence ou si vous connaissez des sites web de qualité traitant du thème abordé ici, merci de compléter l'article en donnant les références utiles à sa vérifiabilité et en les liant à la section « Notes et références ».
Le Feu Coston est un artifice utilisé initialement pour les communications de nuit entre les sémaphores et les navires, ou entre les navires. Il a été adopté en France à partir de 1867.
Il s'agit d'une espèce de feu de Bengale portatif contenant des compositions colorées. Chaque feu Coston contient une combinaison successive de couleurs (blanc, vert, rouge) qui correspond à un chiffre ou un code spécifique:
- Aperçu A : rouge-blanc-rouge ;
- Préparatoire P : blanc-rouge-blanc ;
- Exécution: vert-blanc-vert ;

- 1: blanc ;
- 2: blanc-rouge ;
- 3: blanc-vert ;
- 4: rouge ;
- 5: rouge-blanc ;
- 6: rouge-vert ;
- 7: vert ;
- 8: vert-blanc ;
- 9: vert-rouge ;
- 0: blanc-rouge-vert.

(code de télégraphie Coston appliqué par la marine impériale française en 1868)